# Казахстанський сільський округ (Таскалинський район)
Казахста́нський сільський округ (каз. Қазақстан ауылдық округі, рос. Казахстанский сельский округ) — адміністративна одиниця у складі Таскалинського району Західноказахстанської області Казахстану. Адміністративний центр — село Атамекен.
Населення — 976 осіб (2021; 1204 у 2009, 1985 у 1999, 2302 у 1989).
Станом на 1989 рік існувала Совхозна сільська рада (села Аяк, Жумали, Калмакшабин, Кийсиксай, Совхозне), село Кірово перебувало у складі Актауської сільської ради. Після 1999 року село Кірово Актауського сільського округу увійшло до складу Казахстанського сільського округу. 2011 року було ліквідовано село Жумала.

## Склад
До складу округу входять такі населені пункти:
| Населений пункт   | Старі назви             | Населення, осіб (1989) | Населення, осіб (1999) | Населення, осіб (2009) | Населення, осіб (2021) |
| ----------------- | ----------------------- | ---------------------- | ---------------------- | ---------------------- | ---------------------- |
| Алмали, село      | Кірово                  | 175                    | 125                    | 57                     | 37                     |
| Аяк, село         | -                       | 138                    | -                      | -                      | -                      |
| Атамекен, село    | Совхозне                | 1196                   | 1146                   | 936                    | 836                    |
| Жумала, село      | Жумали                  | 201                    | 145                    | 8                      | -                      |
| Калмакшабин, село | Калмак-Шабин            | 247                    | 328                    | 134                    | 75                     |
| Кісиксай, село    | Кийсиксай, Кісиксай 2-й | 345                    | 241                    | 69                     | 28                     |